# 亞斯特魯博韋
49°28′7″N 25°21′24″E / 49.46861°N 25.35667°E
亞斯特魯博韋（烏克蘭語：Яструбове）是位於烏克蘭西部特諾皮爾州裏特諾皮爾區的村莊，面積0.48平方公里，2001年人口1,890，人口密度每平方公里2,121.3人。